# Лойко, Григорий Антонович
Григорий Антонович Лойко (8 марта 1923, Новомышастовская, Кубано-Черноморская область — 30 декабря 1981, Харьков) — младший сержант Рабоче-крестьянской Красной армии, участник Великой Отечественной войны, Герой Советского Союза (1943).

## Биография
Григорий Лойко родился 8 марта 1923 года в станице Новомышастовская (ныне — Красноармейский район Краснодарского края). После окончания средней школы работал в колхозе. В марте 1942 года Лойко был призван на службу в Рабоче-крестьянскую Красную армию и направлен на фронт Великой Отечественной войны.
К сентябрю 1943 года младший сержант Григорий Лойко командовал миномётным расчётом 1-го мотострелкового батальона 69-й механизированной бригады 9-го механизированного корпуса 3-й гвардейской танковой армии Воронежского фронта. Отличился во время битвы за Днепр. В ночь с 21 на 22 сентября 1943 года расчёт Лойко переправился через Днепр в районе села Зарубинцы Каневского района Черкасской области Украинской ССР и принял активное участие в боях за захват и удержание плацдарма на его западном берегу, уничтожив 8 огневых точек и около 100 солдат и офицеров противника. В тех боях Лойко был тяжело ранен.
69-я механизированная бригада беспрецедентно отличилась. 41 её воин был удостоен звания Героя Советского Союза, из них 32 — из 1-го мотострелкового батальона. Батальон на подручных средствах первым переправился через Днепр, занял село Зарубинцы и вёл бой с противником в целях расширения захваченного плацдарма. Командир 1-го батальона капитан Балаян Г. Ш. погиб, удостоен звания Героя Советского Союза посмертно. Представлен к высшей награде и Лойко.
Из наградного листа на Г. А. Лойко:

«22.9.43 года первым переправился через Днепр и огнем своего миномета отразил атаку противника, истребил до 100 солдат и офицеров. Подавил 8 огневых точек, мешающих продвижению нашей пехоты.
Личным примером и бесстрашием воодушевлял личный состав батальона на боевые подвиги.
Тов. Лойко достоин награждения высшей правительственной наградой — присвоения звания „ГЕРОЙ СОВЕТСКОГО СОЮЗА“.
Командир 69 механизированной бригады
полковник Дарбинян»— 
Указом Президиума Верховного Совета СССР от 17 ноября 1943 года за «успешное форсирование реки Днепр, прочное закрепление плацдарма на западном берегу реки Днепр и проявленные при этом отвагу и геройство» младший сержант Григорий Лойко был удостоен высокого звания Героя Советского Союза с вручением ордена Ленина и медали «Золотая Звезда».
После окончания войны Лойко был демобилизован. Проживал в Харькове, работал директором фабрики ремонта обуви. Скончался 30 декабря 1981 года, похоронен на харьковском кладбище № 3.
Был также награждён орденом Красной Звезды и рядом медалей.

## Память
- Имя Героя увековечено на мемориальной арке в Краснодаре.
- Имя Героя высечено золотыми буквами в зале Славы Центрального музея Великой Отечественной войны в Парке Победы города Москвы.